# لانغلي بارك (ماريلند)
لانغلي بارك (بالإنجليزية: Langley Park CDP, Maryland)‏ هي منطقة سكنية تقع بولاية ماريلند في الولايات المتحدة. تبلغ مساحتها 2.6 كم2، وترتفع عن سطح البحر 46 م، بلغ عدد سكانها 18,755 نسمة في عام 2010 حسب إحصاء مكتب تعداد الولايات المتحدة وتصل الكثافة السكانية فيها 7,213.5 نسمة لكل كيلومتر مربع (18,682.9/ميل2).

## التركيبة السكانية
حدّد مكتب تعداد الولايات المتحدة بيانات التركيبة السكانية للانغلي بارك في تعداد الولايات المتحدة. في ما يلي، التركيبة السكانية حسب تعدادي 2000 و2010.

### تعداد عام 2000
بلغ عدد سكان لانغلي بارك 16,214 نسمة بحسب تعداد عام 2000، وبلغ عدد الأسر 4,592 أسرة وعدد العائلات 3,342 عائلة مقيمة في المنطقة السكنية. في حين سجلت الكثافة السكانية 6,236.2 نسمة لكل كيلومتر مربع (16,151.7/ميل2). وبلغ عدد الوحدات السكنية 4,716 وحدة بمتوسط كثافة قدره 1,813.8 لكل كيلومتر مربع (4,697.7/ميل2).
وتوزع التركيب العرقي للمنطقة السكنية بنسبة 41.68% من البيض و26.46% من الأمريكيين الأفارقة و0.89% من الأمريكيين الأصليين و3.39% من الأمريكيين ذوي الأصول الآسيوية و0.19% من سكان جزر المحيط الهادئ و21.43% من الأعراق الأخرى و5.96% من عرقين مختلطين أو أكثر و63.49% من الهسبانيون أو اللاتينيون من أي عرق.
بلغ عدد الأسر 4,592 أسرة كانت نسبة 49.6% منها لديها أطفال تحت سن الثامنة عشر تعيش معهم، وبلغت نسبة الأزواج القاطنين مع بعضهم البعض 41.3% من أصل المجموع الكلي للأسر، ونسبة 18.1% من الأسر كان لديها معيلات من الإناث دون وجود شريك، بينما كانت نسبة 13.4% من الأسر لديها معيلون من الذكور دون وجود شريكة وكانت نسبة 27.2% من غير العائلات. تألفت نسبة 16.1% من أصل جميع الأسر من عدة أفراد يعيشون في نفس المنزل ونسبة 2.8% كانت تتألف من شخص يعيش بمفرده يبلغ من العمر 65 عاماً أو أكثر. وبلغ متوسط حجم الأسرة المعيشية 3.51، أما متوسط حجم العائلات فبلغ 3.70.
بلغ العمر الوسطي للسكان 27.4 عاماً. وكانت نسبة 27% من القاطنين تحت سن الثامنة عشر، وكانت نسبة 16.1% بين الثامنة عشر والرابعة والعشرين عاماً، ونسبة 40.2% كانت واقعةً في الفئة العمرية ما بين الخامسة والعشرين والرابعة والأربعين عاماً، ونسبة 12.9% كانت ما بين الخامسة والأربعين والرابعة والستين، ونسبة 3.3% كانت ضمن فئة الخامسة والستين عاماً فما فوق. يوجد لكل 100 أنثى 126.8 ذكر، ويوجد لكل 100 أنثى في الثامنة عشر من عمرها فما فوق 133.1 ذكر.
بلغ متوسط دخل الأسرة في المنطقة السكنية 37,561 دولارًا، أما متوسط دخل العائلة فبلغ 35,241 دولارًا. وكان متوسط دخل الذكور 22,100 دولارًا مقابل 22,909 دولارًا للإناث. وسجل دخل الفرد الخاص بالمنطقة السكنية 12,488 دولارًا. وكانت نسبة 10.8% من العائلات ونسبة 16.9% من السكان تحت خط الفقر، وكان من هؤلاء نسبة 22.9% تحت سن الثامنة عشر ونسبة 8.9% في الخامسة والستين من العمر وما فوق.

### تعداد عام 2010
بلغ عدد سكان لانغلي بارك 18,755 نسمة بحسب تعداد عام 2010، وبلغ عدد الأسر 5,082 أسرة وعدد العائلات 3,375 عائلة مقيمة في المنطقة السكنية. في حين سجلت الكثافة السكانية 7,213.5 نسمة لكل كيلومتر مربع (18,682.9/ميل2). وبلغ عدد الوحدات السكنية 5,367 وحدة بمتوسط كثافة قدره 2,064.2 لكل كيلومتر مربع (5,346.3/ميل2).
وتوزع التركيب العرقي للمنطقة السكنية بنسبة 26.02% من البيض و16.44% من الأمريكيين الأفارقة و2.61% من الأمريكيين الأصليين و2.92% من الأمريكيين ذوي الأصول الآسيوية و0.51% من سكان جزر المحيط الهادئ و43.58% من الأعراق الأخرى و7.91% من عرقين مختلطين أو أكثر و76.56% من الهسبانيون أو اللاتينيون من أي عرق.
بلغ عدد الأسر 5,082 أسرة كانت نسبة 40.9% منها لديها أطفال تحت سن الثامنة عشر تعيش معهم، وبلغت نسبة الأزواج القاطنين مع بعضهم البعض 33.1% من أصل المجموع الكلي للأسر، ونسبة 14.9% من الأسر كان لديها معيلات من الإناث دون وجود شريك، بينما كانت نسبة 18.5% من الأسر لديها معيلون من الذكور دون وجود شريكة وكانت نسبة 33.6% من غير العائلات. تألفت نسبة 18% من أصل جميع الأسر من عدة أفراد يعيشون في نفس المنزل ونسبة 2.7% كانت تتألف من شخص يعيش بمفرده يبلغ من العمر 65 عاماً أو أكثر. وبلغ متوسط حجم الأسرة المعيشية 3.67، أما متوسط حجم العائلات فبلغ 3.69.
بلغ العمر الوسطي للسكان 29.4 عاماً. وكانت نسبة 21.7% من القاطنين تحت سن الثامنة عشر، وكانت نسبة 15.5% بين الثامنة عشر والرابعة والعشرين عاماً، ونسبة 43.5% كانت واقعةً في الفئة العمرية ما بين الخامسة والعشرين والرابعة والأربعين عاماً، ونسبة 15.4% كانت ما بين الخامسة والأربعين والرابعة والستين، ونسبة 3.9% كانت ضمن فئة الخامسة والستين عاماً فما فوق. وتوزع التركيب الجنسي للسكان بنسبة 60.3% ذكور و39.7% إناث.